# Pablo Alamá
Pablo Alamá (Valencia, 1991) es un actor de teatro y televisión español, conocido por su papel como Rey en la serie web de Netflix La noche más larga.

## Carrera artística
En 2021 interpretó el papel de Manu en la película cómica Poliamor para principiantes, dirigida por Fernando Colomo.
En junio de 2022 presentó su obra teatral Manual para follarse a un macho con vagina. La obra, con fuertes tintes autobiográficos, narra su experiencia saliendo del armario como un hombre trans dentro de un entorno familiar que le acepta con facilidad, normalizando y naturalizando las vivencias de las personas trans.
En julio de ese mismo año saltó a la fama por su papel como Rey en la serie de Netflix La noche más larga. En ella interpreta a un joven hombre trans que termina encerrado de forma injusta en una prisión psiquiátrica.
Alamá se ha manifestado a favor de una mayor representación de hombres trans y personajes de género no binario en la televisión, quienes históricamente han estado infrarrepresentados en la televisión e interpretados por actores cisgénero.

## Filmografía

### Cine
| Año  | Título                      | Papel | Notas |
| ---- | --------------------------- | ----- | ----- |
| 2021 | Poliamor para principiantes | Manu  |       |
| 2025 | La mitad de Ana             | Pau   |       |

### Televisión
| Año  | Título              | Papel            | Notas       |
| ---- | ------------------- | ---------------- | ----------- |
| 2020 | Madres. Amor y vida | Residente médico | 1 episodio  |
| 2022 | La noche más larga  | Rey              | 6 episodios |

## Teatro
| Año  | Obra                                              | Papel | Director         |
| ---- | ------------------------------------------------- | ----- | ---------------- |
| 2022 | La celebración de los cuerpos que caen. La herida |       | Rodrigo Villalba |
| 2022 | Manual para follarse a un macho con vagina        |       | Pablo Alamá      |
| 2023 | Cuatro salvajes vestidos de verde hiedra          |       | José Padilla     |
| 2024 | VACÍO                                             |       | Pablo Alamá      |